# Can Femades (Òrrius)
Can Femades és una obra gòtica d'Òrrius (Maresme) inclosa a l'Inventari del Patrimoni Arquitectònic de Catalunya.

## Descripció
Masia de planta quadrada que consta de planta baixa i pis. A la planta baixa hi trobem un portal rodó amb dovelles grans amb finestres a cada costat de forma rectangular. A sobre del portal hi ha una finestra, la principal amb arc conopial i amb motllures esculpides, a cada costat d'aquesta hi ha finestres amb llinda recta, totes les obertures són de pedra granítica. Abans existia un rellotge de sol a la façana al costat de la finestra principal, però actualment està quasi esborrat. L'interior guarda l'aspecte de masia antiga amb una distribució típica d'aquestes cases.

## Història
La data de construcció de la masia és del segle xiv, encara que els documents ens parlen del segle xiii, així pot ser que la casa existís a aquest segle.